# جوش دوينكير
جوش دوينكير (بالهولندية: Josh Duinker)‏ مواليد 18 أبريل 1989، هو لاعب كرة سلة أسترالي بدأ مسيرته الاحترافية في سنة 2012 يلعب في الدوري الأسترالي لكرة السلة ويحمل الرقم 8. يبلغ طوله 6 قدم 11 بوصة (2.1 م).

## روابط خارجية
- جوش دوينكير على موقع الاتحاد الدولي لكرة السلة (الإنجليزية)
- جوش دوينكير على موقع دوري كرة السلة الياباني للمحترفين (اليابانية)
- جوش دوينكير على موقع كرة السلة الأوروبية.كوم (الإنجليزية)
- جوش دوينكير على موقع كلية كرة السلة في سبورتس رفرنس.كوم (الإنجليزية)
- جوش دوينكير على موقع ريلجم (الإنجليزية)
- جوش دوينكير على موقع بروبوليرز (الإنجليزية)
- جوش دوينكير على موقع سبورتس رفرنس (الإنجليزية)